# Марион (округ, Орегон)
Марион (англ. Marion county) — округ штата Орегон Соединённых Штатов Америки. На 2010 год в нём проживало 315 335 человек. Окружным центром является с 1864 года город Сейлем. Изначально назывался округ Чемпоег. Своё нынешнее название округ получил 3 сентября 1849 года. Он был назван в честь участника Войны за независимость США Фрэнсиса Мэриона.

## История
Округ был создан 5 июля 1843 года. Изначально территория Мариона растянулась от Калифорнии на юге до Скалистых гор на востоке. Но после образования новых округов территории Мариона были сильно уменьшены. Современные границы были установлены в 1856 году.

## География
По данным бюро переписи населения США, округ имеет площадь 3092 км², из которых: 3066 км² — земля и 26 км² (0,85 %) — вода.

### Соседние округа
- Линн — на юге
- Полк — на западе
- Ямхилл — на северо-западе
- Клакамас — на севере
- Уоско — на северо-востоке
- Джефферсон — на востоке

### Национальные заповедники
- Национальный заповедник Анкени
- Национальный заповедник Маунт-Худ (часть)
- Национальный заповедник Уилламетт (часть)

### Города
| - Айдана (часть) - Вудберн - Гейтс (часть) - Детройт - Джефферсон | - Дональд - Жерве - Кайзер - Маунт-Эйнджел - Милл-Сити | - Омсвилл - Орора - Саблимити - Сейлем - Сент-Пол | - Силвертон - Скотс-Милс - Стейтон - Тернер - Хаббард |

## Демография
По состоянию на 2010 год в округе проживало 315335 человек. Плотность населения составляла 102,8 чел. /км². Расовый состав округа выглядит следующим образом: «Белые» — 81,62 %, коренные жители — 1,44 % , афроамериканцы — 0,89 %, азиаты — 1,75 %, жители Океании — 0,36 %, прочих — 10,58 %, две или более расы(метисы) — 3,35 %.

### Языковой состав
- Английский язык — 80,8 %
- Испанский язык — 14,8 %
- Русский язык — 1,4 %

Средний возраст населения составляет 34 года. На каждые 100 женщин приходится 101,10 мужчин.
Средний семейный доход составляет 46202 долларов. Средний доход мужчины составляет 33841 долларов против 26283 долларов у женщин. Доход на душу населения составляет 18408 долларов. Доход ниже прожиточного минимума имеют 13,50 % человек от общего населения.
| Год     | 1850   | 1860    | 1870    | 1880    | 1890    | 1900    | 1910    | 1920    | 1930   |
| Жителей | 2 749  | 7 088   | 9 965   | 14 576  | 22 934  | 27 713  | 39 780  | 47 187  | 60 541 |
| Год     | 1940   | 1950    | 1960    | 1970    | 1980    | 1990    | 2000    | 2010    |        |
| Жителей | 75 246 | 101 401 | 120 888 | 151 309 | 204 692 | 228 483 | 284 834 | 315 335 |        |

## Экономика
Округ является лидером штата по производству сельскохозяйственной продукции. Площадь занимаемая посевными участками составляет 10640 акров.

## Известные уроженцы
- Уолтер Тууз (1887—1956), американский адвокат и политик, Судья Верховного суда штата Орегон[англ.].